# Eulithis gracilineata
Eulithis gracilineata är en fjärilsart som beskrevs av Achille Guenée 1858. Eulithis gracilineata ingår i släktet Eulithis och familjen mätare. Inga underarter finns listade i Catalogue of Life.

## Bildgalleri

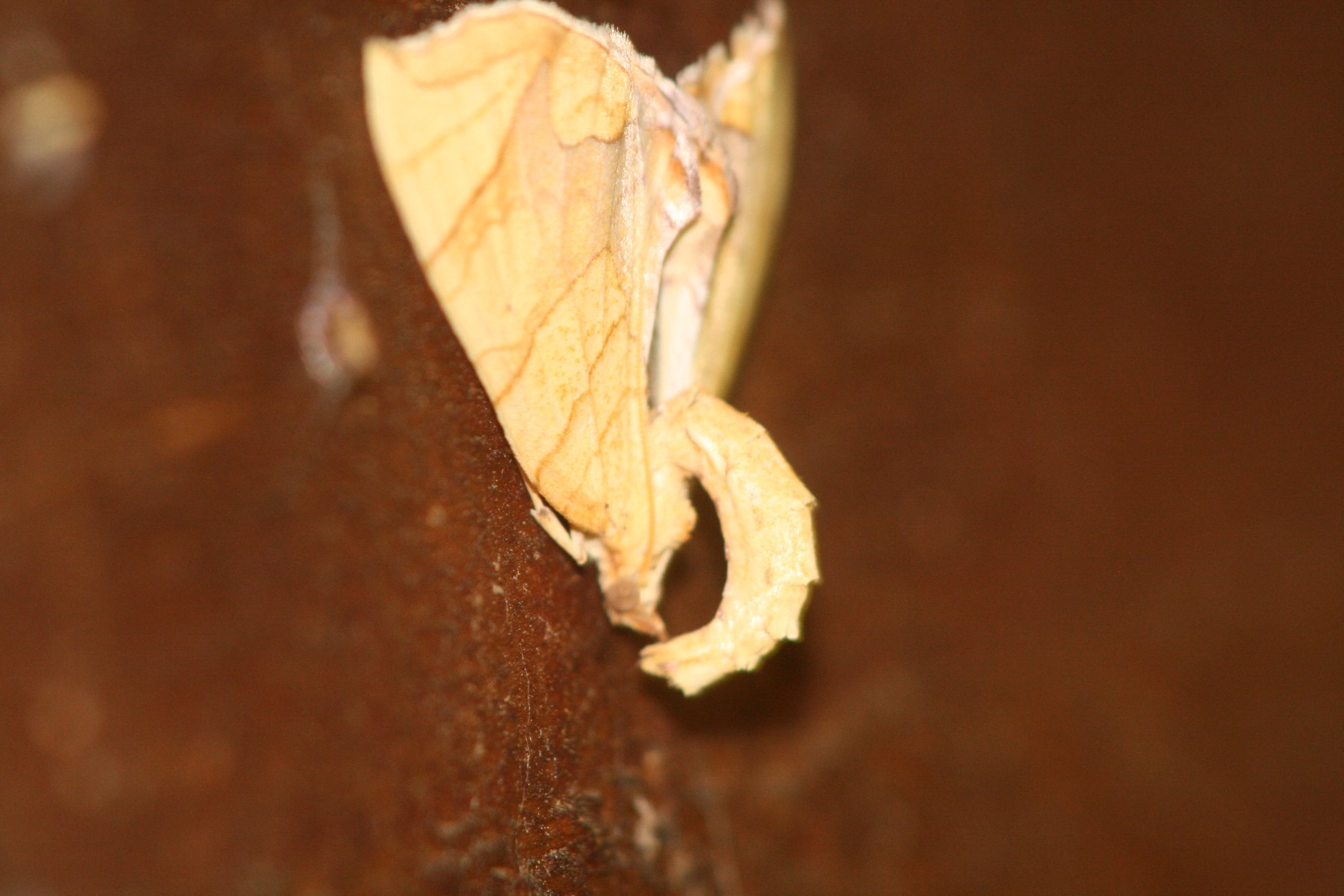